# Olympische Sommerspiele 1976/Fechten
Bei den XXI. Olympischen Sommerspielen 1976 in Montreal fanden acht Wettkämpfe im Fechten statt, die wie in diesem Sport üblich als Weltmeisterschaft gelten. Austragungsort war die Aréna du CEPSUM im Centre d’éducation physique et des sports de l’Université de Montréal, dem Sportzentrum der Universität Montreal.

## Bilanz

### Medaillenspiegel
| Platz | Land           | Gold | Silber | Bronze | Gesamt |
| ----- | -------------- | ---- | ------ | ------ | ------ |
| 1     | Sowjetunion    | 3    | 2      | 2      | 7      |
| 2     | BR Deutschland | 2    | 2      | –      | 4      |
| 3     | Italien        | 1    | 3      | –      | 4      |
| 4     | Ungarn         | 1    | –      | 2      | 3      |
| 5     | Schweden       | 1    | –      | –      | 1      |
| 6     | Frankreich     | –    | 1      | 2      | 3      |
| 7     | Rumänien       | –    | –      | 1      | 1      |
| 7     | Schweiz        | –    | –      | 1      | 1      |

### Medaillengewinner
| Konkurrenz         | Gold                                                                                   | Silber                                                                                           | Bronze                                                                                  |
| ------------------ | -------------------------------------------------------------------------------------- | ------------------------------------------------------------------------------------------------ | --------------------------------------------------------------------------------------- |
| Degen Einzel       | Alexander Pusch                                                                        | Jürgen Hehn                                                                                      | Győző Kulcsár                                                                           |
| Degen Mannschaft   | Rolf Edling, Göran Flodström, Leif Högström, Hans Jacobson, Carl von Essen             | Reinhold Behr, Volker Fischer, Jürgen Hehn, Hanns Jana, Alexander Pusch                          | Jean-Blaise Evéquoz, Daniel Giger, Christian Kauter, Michel Poffet, François Suchanecki |
| Florett Einzel     | Fabio Dal Zotto                                                                        | Alexander Romankow                                                                               | Bernard Talvard                                                                         |
| Florett Mannschaft | Thomas Bach, Matthias Behr, Harald Hein, Klaus Reichert, Erk Sens-Gorius               | Attilio Calatroni, Giovanni Battista Coletti, Fabio Dal Zotto, Carlo Montano, Stefano Simoncelli | Didier Flament, Christian Noël, Frédéric Pietruszka, Daniel Revenu, Bernard Talvard     |
| Säbel Einzel       | Wiktor Krowopuskow                                                                     | Wladimir Naslymow                                                                                | Wiktor Sidjak                                                                           |
| Säbel Mannschaft   | Michail Burzew, Wiktor Krowopuskow, Wladimir Naslymow, Wiktor Sidjak, Eduard Winokurow | Angelo Arcidiacono, Michele Maffei, Mario Aldo Montano, Mario Tullio Montano, Tommaso Montano    | Dan Irimiciuc, Corneliu Marin, Marin Mustață, Alexandru Nilca, Ioan Pop                 |

| Konkurrenz         | Gold                                                                                   | Silber | Bronze                                                                        |
| ------------------ | -------------------------------------------------------------------------------------- | --- | ----------------------------------------------------------------------------- |
| Florett Einzel     | Ildikó Schwarczenberger                                                                | Maria Consolata Collino                                                                                           | Jelena Belowa                                                                 |
| Florett Mannschaft | Jelena Belowa, Nailja Giljasowa, Olga Knjasewa, Walentina Nikonowa, Walentina Sidorowa | Brigitte Gapais-Dumont, Christine Muzio, Brigitte Latrille-Gaudin, Véronique Trinquet, Claudette Herbster-Josland | Ildikó Bóbis, Edit Kovács, Magda Maros, Ildikó Rejtő, Ildikó Schwarczenberger |

## Ergebnisse Männer

### Degen Einzel
| Platz | Land | Sportler         |
| ----- | ---- | ---------------- |
| 1     | FRG  | Alexander Pusch  |
| 2     | FRG  | Jürgen Hehn      |
| 3     | HUN  | Győző Kulcsár    |
| 4     | HUN  | István Osztrics  |
| 5     | POL  | Jerzy Janikowski |
| 6     | SWE  | Rolf Edling      |
| 7     | HUN  | Csaba Fenyvesi   |
| 7     | SWE  | Göran Flodström  |

Datum: 22. bis 23. Juli 1976

64 Teilnehmer aus 26 Ländern

### Degen Mannschaft
| Platz | Land | Sportler                                                                                           |
| ----- | ---- | -------------------------------------------------------------------------------------------------- |
| 1     | SWE  | Rolf Edling, Göran Flodström, Leif Högström, Hans Jacobson, Carl von Essen                         |
| 2     | FRG  | Reinhold Behr, Volker Fischer, Jürgen Hehn, Hanns Jana, Alexander Pusch                            |
| 3     | SUI  | Jean-Blaise Evéquoz, Daniel Giger, Christian Kauter, Michel Poffet, François Suchanecki            |
| 4     | HUN  | Sándor Erdős, Csaba Fenyvesi, Győző Kulcsár, István Osztrics, Pál Schmitt                          |
| 5     | URS  | Alexander Abuschachmetow, Alexander Bykow, Boris Lukomski, Wiktor Modsolewski, Wassyl Stankowytsch |
| 6     | ROM  | Nicolae Iorgu, Anton Pongratz, Ioan Popa, Paul Szabo                                               |
| 7     | ITA  | Marcello Bertinetti, Giovanni Battista Coletti, Fabio Dal Zotto, Nicola Granieri, John Pezza       |
| 7     | NOR  | Nils Koppang, Kjell Otto Moe, Ole Mørch, Jeppe Normann, Bård Vonen                                 |

Datum: 28. bis 29. Juli 1976

85 Teilnehmer aus 19 Ländern

### Florett Einzel
| Platz | Land | Sportler            |
| ----- | ---- | ------------------- |
| 1     | ITA  | Fabio Dal Zotto     |
| 2     | URS  | Alexander Romankow  |
| 3     | FRA  | Bernard Talvard     |
| 4     | URS  | Wassyl Stankowytsch |
| 5     | FRA  | Frédéric Pietruszka |
| 6     | AUS  | Gregory Benko       |
| 7     | URS  | Wladimir Denissow   |
| 7     | FRA  | Christian Noël      |

Datum: 20. bis 21. Juli 1976

56 Teilnehmer aus 23 Ländern

### Florett Mannschaft
| Platz | Land | Sportler                                                                                         |
| ----- | ---- | ------------------------------------------------------------------------------------------------ |
| 1     | FRG  | Thomas Bach, Matthias Behr, Harald Hein, Klaus Reichert, Erk Sens-Gorius                         |
| 2     | ITA  | Attilio Calatroni, Giovanni Battista Coletti, Fabio Dal Zotto, Carlo Montano, Stefano Simoncelli |
| 3     | FRA  | Didier Flament, Christian Noël, Frédéric Pietruszka, Daniel Revenu, Bernard Talvard              |
| 4     | URS  | Wladimir Denissow, Alexander Romankow, Sabirdschan Rusijew, Wassyl Stankowytsch                  |
| 5     | POL  | Arkadiusz Godel, Marek Dąbrowski, Lech Koziejowski, Leszek Martewicz, Ziemowit Wojciechowski     |
| 6     | GBR  | Nick Bell, Rob Bruniges, Geoffrey Grimmett, Graham Paul, Barry Paul                              |
| 7     | HUN  | Sándor Erdős, Csaba Fenyvesi, Jenő Kamuti, József Komatits, Lajos Somodi                         |
| 7     | USA  | Edward Ballinger, Edward Donofrio, Martin Lang, Brooke Makler, Ed Wright                         |

Datum: 24. bis 25. Juli 1976

63 Teilnehmer aus 14 Ländern

### Säbel Einzel
| Platz | Land | Sportler              |
| ----- | ---- | --------------------- |
| 1     | URS  | Wiktor Krowopuskow    |
| 2     | URS  | Wladimir Naslymow     |
| 3     | URS  | Wiktor Sidjak         |
| 4     | ROM  | Ioan Pop              |
| 5     | ITA  | Mario Aldo Montano    |
| 6     | ITA  | Michele Maffei        |
| 7     | CUB  | Francisco de la Torre |
| 7     | HUN  | Imre Gedővári         |

Datum: 21. bis 22. Juli 1976

46 Teilnehmer aus 18 Ländern

### Säbel Mannschaft
| Platz | Land | Sportler                                                                                      |
| ----- | ---- | --------------------------------------------------------------------------------------------- |
| 1     | URS  | Michail Burzew, Wiktor Krowopuskow, Wladimir Naslymow, Wiktor Sidjak, Eduard Winokurow        |
| 2     | ITA  | Angelo Arcidiacono, Michele Maffei, Mario Aldo Montano, Mario Tullio Montano, Tommaso Montano |
| 3     | ROM  | Dan Irimiciuc, Corneliu Marin, Marin Mustață, Alexandru Nilca, Ioan Pop                       |
| 4     | HUN  | Imre Gedővári, Ferenc Hammang, Csaba Körmöczi, Tamás Kovács, Péter Marót                      |
| 5     | CUB  | Francisco de la Torre, Ramón Hernández, Lazaro Mora, Manuel Ortiz, Guzmán Salazar             |
| 6     | POL  | Jacek Bierkowski, Leszek Jabłonowski, Sylwester Królikowski, Józef Nowara                     |
| 7     | FRA  | Philippe Bena, Régis Bonnissent, Bernard Dumont, Didier Flament, Patrick Quivrin              |
| 7     | USA  | Paul Apostol, Stephen Kaplan, Alex Orban, Thomas Losonczy, Peter Westbrook                    |

Datum: 26. bis 27. Juli 1976

63 Teilnehmer aus 14 Ländern

## Ergebnisse Frauen

### Florett Einzel
| Platz | Land | Sportlerin              |
| ----- | ---- | ----------------------- |
| 1     | HUN  | Ildikó Schwarczenberger |
| 2     | ITA  | Maria Consolata Collino |
| 3     | URS  | Jelena Belowa           |
| 4     | FRA  | Brigitte Gapais-Dumont  |
| 5     | FRG  | Cornelia Hanisch        |
| 6     | HUN  | Ildikó Bóbis            |
| 7     | URS  | Walentina Sidorowa      |
| 7     | ROM  | Ecaterina Stahl         |

Datum: 23. bis 24. Juli 1976

48 Teilnehmerinnen aus 20 Ländern

### Florett Mannschaft
| Platz | Land | Sportlerinnen |
| ----- | ---- | --- |
| 1     | URS  | Jelena Belowa, Nailja Giljasowa, Olga Knjasewa, Walentina Nikonowa, Walentina Sidorowa                            |
| 2     | FRA  | Brigitte Gapais-Dumont, Claudette Herbster-Josland, Brigitte Latrille-Gaudin, Christine Muzio, Véronique Trinquet |
| 3     | HUN  | Ildikó Bóbis, Edit Kovács, Magda Maros, Ildikó Rejtő, Ildikó Schwarczenberger                                     |
| 4     | FRG  | Cornelia Hanisch, Jutta Höhne, Brigitte Oertel, Karin Rutz-Gießelmann, Ute Wessel                                 |
| 5     | ITA  | Susanna Batazzi, Maria Consolata Collino, Giulia Lorenzoni, Carola Mangiarotti, Doriana Pigliapoco                |
| 6     | POL  | Jolanta Bebel-Rzymowska, Krystyna Machnicka-Urbańska, Kamilla Składanowska, Grażyna Staszak, Barbara Wysoczańska  |
| 7     | GBR  | Wendy Ager-Grant, Hilary Cawthorne, Sue Green, Clare Halsted, Susan Wrigglesworth                                 |
| 7     | ROM  | Magdalena Bartoș, Ileana Gyulai, Ana Pascu, Ecaterina Stahl, Marcela Zsak                                         |

Datum: 27. bis 28. Juli 1976

61 Teilnehmerinnen aus 13 Ländern